# Philippe Encausse
Dr. Philippe Encausse (1906 - 1984) was een Frans arts, schrijver, vrijmetselaar, esotericus, sportman en  Martinist. Hij was de zoon van Papus. Zijn voornaam Philippe heeft hij te danken aan Meester Philippe, wiens postuum petekind hij was.

In 1947 wordt Philippe Encausse ingewijd als vrijmetselaar in de Grande Loge de France, in de achtbare loge La Prévoyance aan het oosten van Parijs. Hij zou zelf twee loges oprichten onder deze obediëntie.
Vanaf 1960 was hij soeverein grootmeester van de Ordre Martiniste die eind 19e eeuw door Papus, zijn vader was opgericht.
Van 1953 tot 1984 was hij hoofdredacteur van het tijdschrift L'Initiation, waarvoor hij talrijke bijdragen schreef. 

## Gepubliceerde boeken
- Sciences Occultes et Déséquilibre mental (1935) (occulte wetenschappen en mentaal onevenwicht) (zijn scriptie voor zijn doctorsgraad in de geneeskunde)
- Papus, sa vie son oeuvre (1932)
- Sport et santé (1962)

## Biografie van Philippe Encausse
- Jacqueline Encausse (née Jacqueline Basse): Un "Serviteur Inconnu", Philippe Encausse, Fils de Papus, Paris, Cariscript, 1991.

Hij ligt samen met zijn laatste echtgenote, Jacqueline Basse, begraven bij zijn beroemde vader in het kerkhof Père-Lachaise in Parijs.